# Chocimów
Chocimów is een plaats in het Poolse district  Ostrowiecki, woiwodschap Święty Krzyż. De plaats maakt deel uit van de gemeente Kunów en telt 336 inwoners.